# Feketebors-olaj
A feketebors-olaj a fekete bors illóolaja.

## Hatásai
Fertőtlenít és izomgörcsoldó. Csillapítja a lázat, serkenti az emésztést és javítja a vérkeringést.

## Használata
Gyorsítja a meghűléses betegségekből való gyógyulást. Mivel fokozza a vérkeringést, ezért jól használható sportsérülések, rándulás, izomfájdalmak és reuma kezelésére. Étvágygerjesztő, oldja a gyomor- és bélgörcsöket és megszünteti a hasmenést. Jól hat a lép és a vese működésére is.
Mivel izgathatja a bőrt, ezért csak kis mennyiségben alkalmazható.